# Gyłybec (obwód Chaskowo)
Gyłybec (bułg. Гълъбец) – wieś w południowej Bułgarii, w obwodzie Chaskowo, w gminie Chaskowo. Według danych Narodowego Instytutu Statystycznego w Bułgarii, 31 grudnia 2011 roku wieś liczyła 298 mieszkańców.
Wioskę dawniej zamieszkiwali Bułgarzy, natomiast w latach 60 XX wieku zaczęli osiedlać się tu Turcy, dzisiaj wioskę zamieszkują niemal wyłącznie Turcy. W centrum wsi znajduje się meczet. Mieszkańcy utrzymują się z produkcji tytoniu i warzyw albo pracują najczęściej w Chaskowie.